# زولي مونتيرو
زولي مونتيرو، (هافانا، كوبا؛ 25 يناير 1944) ممثلة كوبية للسينما والمسرح والتلفزيون.

## سيرة
ولدت مونتيرو في سانتو سواريز، كوبا. في سن ال 11، جمعت مونتيرو مجموعة من الأصدقاء وخلقت لها المسرحيات الخاصة، والتي قدمتها إلى العائلات والأصدقاء. لاحظت والدتها اهتمامها في أداء، فوضعتها لها الأكادمية دي آرتي للمسرحيات (مدرسة للفنون المسرحية في هافانا، كوبا). عندما تخرجت من المدرسة، قالت انها شاركت في مسابقة موهبة في الراديو، فازت في المسابقة وكانت . بعد المسلسلات الإذاعية الدرامية. و في سن ال 16،تزوجت وأنجبت ابنتين، مارثا والين. كانت حياتها في كوبا صعبة للغاية، وعدم وجود الحرية فقررت مغادرة كوبا.

## أعمالها
- المستبد 1990 ... أنطونيا
- ماريا إيلينا (مسلسل) 1992 ... كلوديا ساندوفال
- غوادلوبي 1994
- تالا 2008 ... كارمن أندرادي

## وصلات خارجية
- زولي مونتيرو على موقع IMDb (الإنجليزية)
- زولي مونتيرو على موقع قاعدة بيانات الفيلم (الإنجليزية)

1. ↑  Česko-Slovenská filmová databáze | Zully Montero (بالتشيكية), 2001, QID:Q3561957